# Jean Laurent (futbolista)
Jean Laurent (Maisons-Alfort, 30 de desembre de 1906 - 14 de maig de 1995) fou un futbolista francès de les dècades de 1920 i 1930.
Era germà del també futbolista Lucien Laurent. Pel que fa a clubs, defensà els colors de CA Paris, FC Sochaux, Club Français, Stade Rennais, I Toulouse FC (1937). Fou 9 cops internacional amb la selecció francesa de futbol, amb la qual disputà la Copa del Món de futbol de 1930.